# Friedrichsaue
Friedrichsaue is een plaats en voormalige gemeente in de Duitse deelstaat Saksen-Anhalt, en maakt deel uit van de Landkreis Salzlandkreis.
Friedrichsaue telt 200 inwoners.